# Gil Burford
Gil Burford (sinh ngày 29 tháng 2 năm 1924 - mất ngày 10 tháng 7 năm 2022) là một vận động viên cánh phải khúc côn cầu trên băng người Mỹ chơi cho Michigan vào cuối những năm 1940 và đầu những năm 1950.

## Thống kê

### Mùa giải thông thường và vòng loại trực tiếp
| 1944–45      | Windsor Gotfredsons        | WinCHL       | 12 | 23  | 14 | 37  | 0  | — | —  | — | —  | — |
| 1945–46      | Detroit Auto Club          | IHL          | 2  | 1   | 2  | 3   | 0  | — | —  | — | —  | — |
| 1945–46      | Detroit Bright's Goodyears | IHL          | 4  | 3   | 4  | 7   | 0  | 2 | 4  | 1 | 5  | 0 |
| 1946–47      | Detroit Bright's Goodyears | IHL          | 25 | 17  | 17 | 34  | 12 | 5 | 3  | 2 | 5  | 4 |
| 1947–48      | Detroit Bright's Goodyears | IHL          | 29 | 16  | 15 | 31  | 4  | 2 | 3  | 0 | 3  | 4 |
| 1948–49      | Michigan                   | NCAA         | —  | 26  | 30 | 56  | —  | — | —  | — | —  | — |
| 1949–50      | Michigan                   | NCAA         | 27 | 40  | 29 | 69  | —  | — | —  | — | —  | — |
| 1950–51      | Michigan                   | NCAA         | —  | 37  | 34 | 71  | —  | — | —  | — | —  | — |
| 1951–52      | Detroit                    | IHL          | 14 | 3   | 9  | 12  | 6  | — | —  | — | —  | — |
| Tổng số NCAA | Tổng số NCAA               | Tổng số NCAA | —  | 103 | 93 | 196 | —  | — | —  | — | —  | — |
| Tổng IHL     | Tổng IHL                   | Tổng IHL     | 74 | 40  | 47 | 87  | 22 | 9 | 10 | 3 | 13 | 8 |

### Giải thưởng và danh hiệu
| Phần thưởng                                         | Năm     |       |
| --------------------------------------------------- | ------- | ----- |
| AHCA Đội đầu tiên toàn Mỹ                           | 1950–51 | [ 4 ] |
| NCAA Đội thứ hai toàn giải đấu                      | 1951    | [ 5 ] |
| Đại sảnh Danh vọng của các Dekers Athletic Michigan | 1970    | [ 1 ] |